# Daphnandra
Daphnandra es un género con diez especies de plantas fanerógamas perteneciente a la familia Atherospermataceae. El género es endémico de Australia.

## Taxonomía
El género fue descrito por George Bentham  y publicado en Flora Australiensis: a description . . . 5: 285. 1870. La especie tipo es: Daphnandra micrantha (Tul.) Benth.
Etimología
Daphnandra: nombre genérico que se refiere a la similitud de las anteras con el laurel común. El griego daphne alude al laurel común, y la palabra andros significa hombre.

## Especies
- Daphnandra apatela Schodde
- Daphnandra aromatica F.M.Bailey
- Daphnandra dielsii Perkins
- Daphnandra johnsonii Schodde
- Daphnandra melasmena Schodde
- Daphnandra micrantha (Tul.) Benth.
- Daphnandra novoguineenis Perkins
- Daphnandra perkinsiae Gilg & Diels
- Daphnandra repandula (F.Muell.) F.Muell.
- Daphnandra tenuipes Perkins